# Малага (тайфа)
Тайфа Малага (араб. طائفة مالقة‎, исп. Taifa de Málaga) — средневековое мусульманское государство на юге современной Испании, существовавшее в течение четырёх временных интервалов: 1026—1057, 1073—1090, 1145—1153 и 1229—1239. В 1239 году тайфа была окончательно завоёвана Гранадским эмиратом.

## Первая тайфа
Тайфа была основана в 1026 году кордовским халифом из берберской династии Хаммудидов Яхъёй аль-Мутали после его изгнания из Кордовы. На протяжении всего правления Яхъя аль-Мутали вёл борьбу с тайфой Севильей. Ему удалось на короткое время подчинить себе тайфу Кармону, имеющую стратегически важное положение, но вскоре она была отвоёвана севильцами.
После его смерти государство разделилось. В Малаге стал править брат Яхъи Идрис I аль-Мутааййид, а в Альхесирасе его племянник — Мухаммад бен аль-Касим. При этом борьба против Севильи продолжалась, достигнув своего апогея в 1039 году, когда тайфа Малага при поддержке Альмерии, Гранады и Кармоны одержала победу над севильцами.
В 1057 году эмир Гранады Бадис бен Хаббус подчинил Малагу себе. После смерти Бадиса в 1073 году, и разделения его государства между двумя внуками, правителем Малаги стал Тамим бен Булуггин бен Бадис. Его правление продолжалось вплоть до 1090 года, когда тайфа была завоёвана Альморавидами.

## Вторая тайфа
Во время так называемого Второго периода тайф в Малаге, в течение восьми лет, начиная с 1145 года правил Абул-Хакам аль-Хусейн, из династии Хассунидов, пришедший к власти в результате восстания против Альморавидов. Однако его непопулярное правление и союз с христианскими государствами Северной Испании вызвали недовольство мусульманского населения, воспользовавшись которым Альмохады в 1153 году подчинили Малагу себе. Абул-Хакам аль-Хусейн покончил жизнь самоубийством в том же году.

## Третья тайфа
В 1229 году во время третьего периода тайф Малага снова на короткий промежуток времени восстановила свою независимость. В это время ею правил Ибн Заннун — представитель династии Заннунидов. В 1239 году тайфа Малага вошла в состав Гранадского эмирата и больше никогда не восстанавливала свой суверенитет.

## Правители тайфы Малага
- Хаммудиды
  - Яхъя I аль-Мутали (1026/1027-1035)
  - Идрис I аль-Мутааййид (1035—1039)
  - Яхъя II аль-Каим (1039—1040)
  - Хасан аль-Мустансир (1040—1042)
  - Найя (узурпатор в 1042 году)
  - Идрис II аль-Али (1042—1047)
  - Мухаммад I бен аль-Касим (1047—1053)
  - Идрис III аль Сами (1053)
  - Идрис II аль-Али (реставрация) (1053—1054/1055)
  - Мухаммад II аль-Мустали (1054/1055)
  - Яхъя III аль-Махди (1054/1055-1057/1058, также правил в Мелилье (1063—1064), умер в 1064 году)
- под контролем Тайфы Гранады (1057/1058-1073)
- Зириды
  - Тамим бен Булуггин бен Бадис (1073—1090)
- под контролем Альморавидов (1090—1145)
- Хассуниды
  - Абул-Хакам аль-Хусейн (1145—1153)
- под контролем Альмохадов (1153—1229)
- Заннуниды
  - Ибн Заннун (1229—1239)
- под контролем Гранадского эмирата (1239—1487)